# Kedge Business School
Kedge Business School je europska poslovna škola s razvedenim kampusom smještenim u Parizu, Bordeauxu, Marseilleu, Toulonu, Dakaru, Suzhouu i Šangaju. Osnovana 2013. godine.
Financial Times je 2019. školu ocijenio 31. među europskim poslovnim školama.
Svi programi imaju trostruku akreditaciju međunarodnih udruga AMBA, EQUIS, i AACSB. Škola ima istaknute apsolvente u poslovnom svijetu i u politici, kao što su primjerice Daniel Carasso (CEO Danone) i Sophie Cluzel.

## Vanjske poveznice
- Službena stranica